# Cedar City (Utah)
Cedar City ist eine Stadt im Iron County im US-Bundesstaat Utah. Das U.S. Census Bureau ermittelte bei der Volkszählung 2020 eine Einwohnerzahl von 35.235.
Die Stadt ist Sitz der Southern Utah University. Sie ist bekannt für das „Utah Shakespeare Festival“.

## Einwohnerentwicklung
| Jahr | Einwohner |
| ---- | --------- |
| 1980 | 10.972    |
| 1990 | 13.443    |
| 2000 | 20.527    |
| 2020 | 35.235    |

## Geographie
Die Stadt liegt im Süden Utahs und ist 2,5 Autostunden von Las Vegas entfernt. Die Umgebung bietet ein Naturdenkmal und ein Skigebiet.

## Demographie

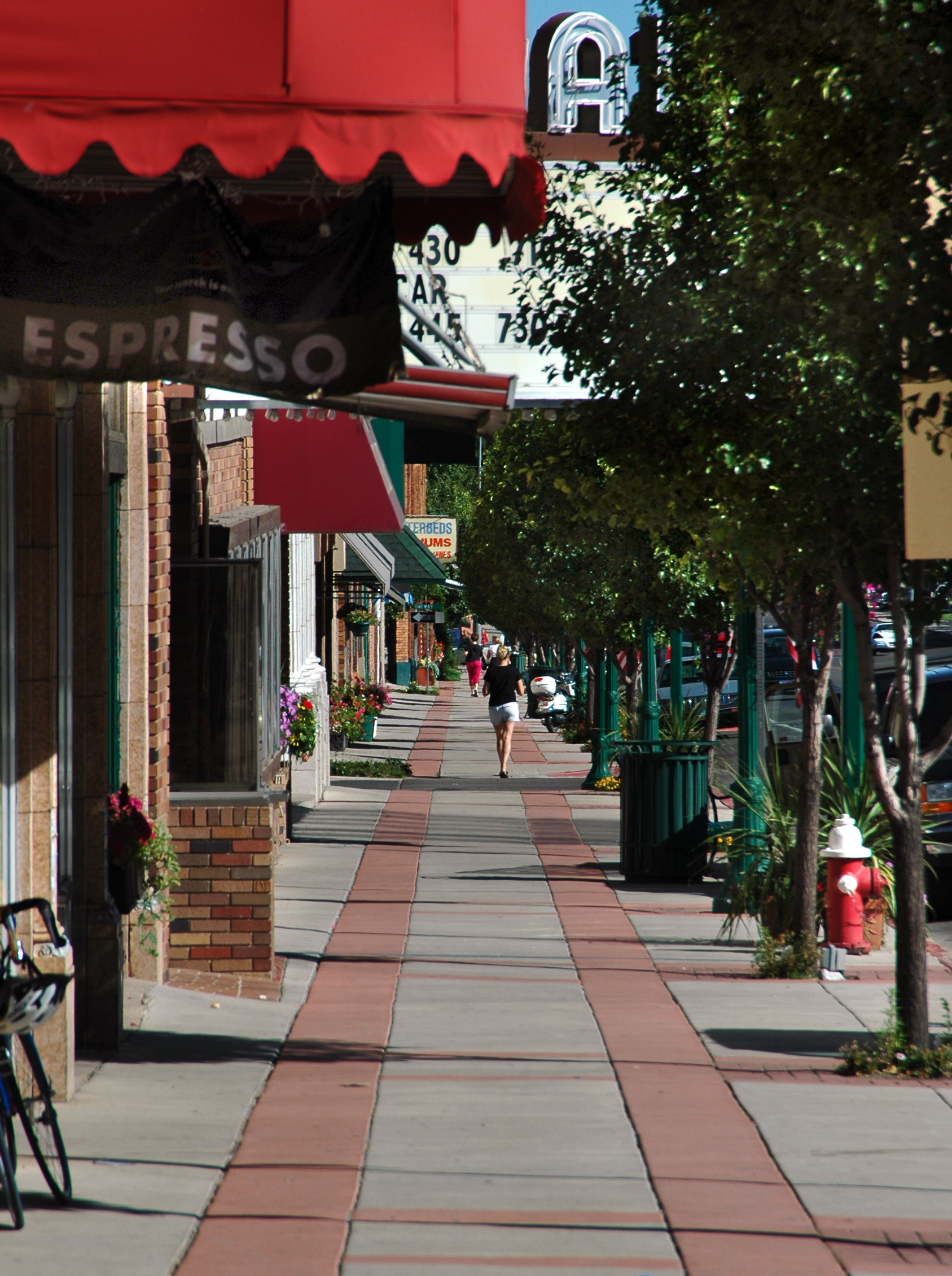
Downtown Cedar City

Laut dem Zensus 2000 wohnen in Cedar City 20.527 Menschen in 6486 Haushalten, und 4682 Familien bei einer durchschnittlichen Dichte von 136,6/km².
Die Verteilung der Hautfarbe  der Stadt beläuft sich auf etwa 92,06 % Weiße, 2,53 % Afroamerikaner, 1,11 % indigene und 0,47 % Asiaten. 4,14 % der Bevölkerung sind lateinamerikanischer oder spanischer Herkunft.
Das Durchschnittseinkommen eines Haushalts beträgt in der Stadt 32.403 Dollar und das einer Familie 37.509 Dollar. Das Durchschnittseinkommen von Männern beträgt 31.192 Dollar, das von Frauen 19.601 Dollar. Das Pro-Kopf-Einkommen liegt bei 14.057 Dollar. 22,1 % der Bevölkerung leben unter der Armutsgrenze, von den Kindern und Jugendlichen leben 22,1 % und von den Bewohnern über 65 Jahren 4,2 % unter der Armutsgrenze.